# Löffler (Familienname)

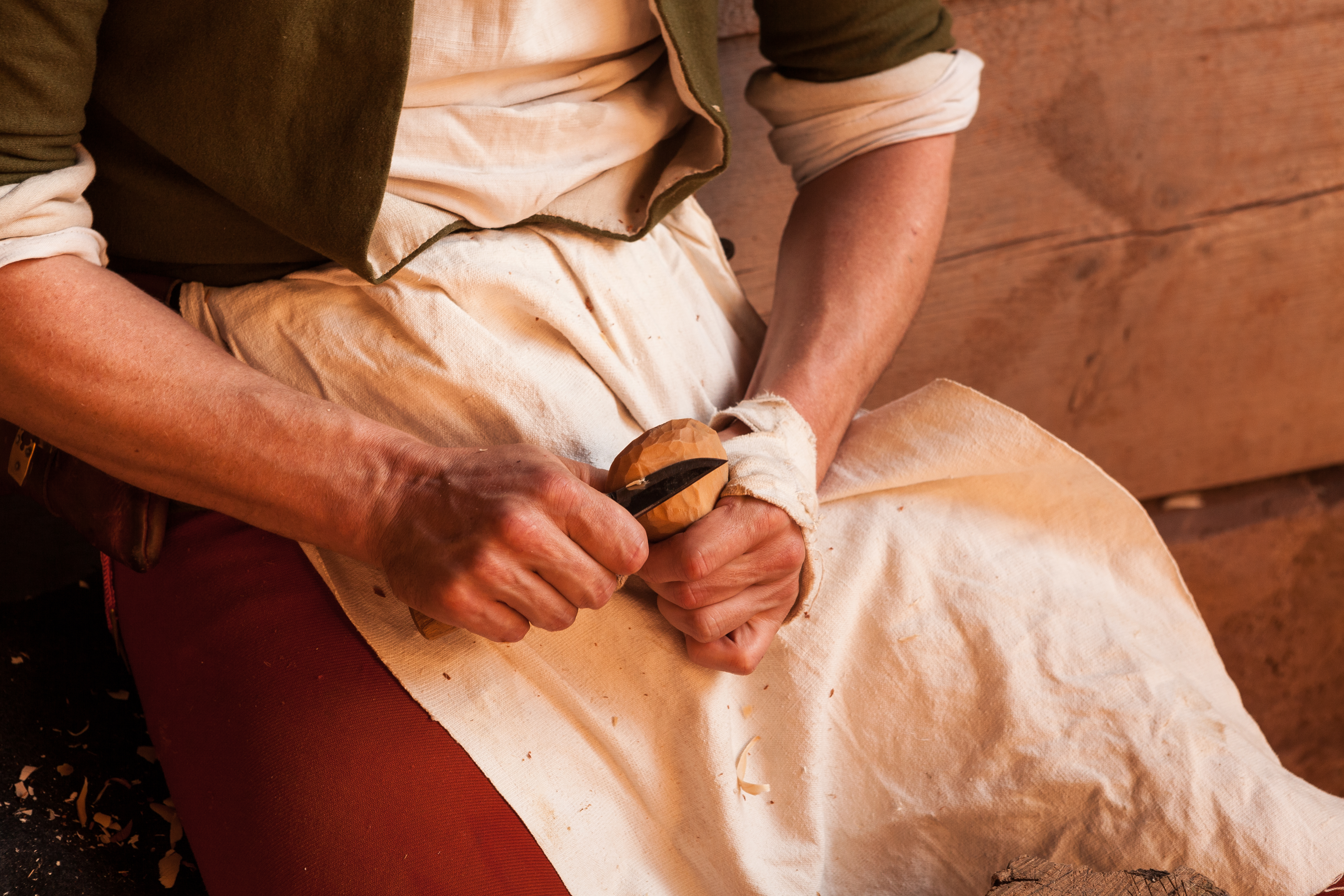
Löffelschnitzer bei der Arbeit

Löffler oder Loeffler ist ein Familienname. In den meisten Fällen wird er auf den Beruf des Löffelmachers zurückgeführt.

## Namensträger

### A
- Adolf Löffler (1903–1987), österreichischer Bratschist
- Alexander Löffler († vor 1543), österreichischer Glockengießer, siehe Löffler (Gießerfamilie)
- Alexander Löffler (Jurist) (1866–1929), österreichischer Jurist und Hochschullehrer
- Alexander Löffler (Schauspieler) (* 1993), deutscher Schauspieler
- Alexander Löffler (Theologe) (* 1972), deutscher römisch-katholischer Priester und Theologe
- Albert Löffler (1843–1899), Schulgründer und -leiter in Riga
- Alfred Löffler (1882–1941), deutscher Kaufmann und NS-Opfer, siehe Liste der Stolpersteine in München
- Alfred Löffler (1909–1989), deutscher Politiker (CDU), MdL Baden-Württemberg
- Andreas Löffler (* 1964), deutscher Wirtschaftswissenschaftler und Hochschullehrer
- Anna Löffler-Winkler (1890–1967), russisch-deutsche Malerin
- Anna Seelig-Löffler (* 1944), Schweizer Biologin und Biochemikerin
- Annabelle Tschech-Löffler, deutsche Turnerin und Behindertensportlerin, Teilnehmerin an Special Olympics Weltspielen
- Anneliese Löffler (1928–2021), deutsche Germanistin
- Annelise Löffler (1914–2000), deutsche Fotografin
- Arthur Löffler (1891–nach 1944), sudetendeutscher Jurist, Rechtsanwalt und Landrat
- August Löffler (1822–1866), deutscher Maler

### B
- Barbara Löffler (1943–2018), deutsche Keramikerin
- Bernd Löffler (* 1963), deutscher Fechter
- Bernhard Löffler (* 1965), deutscher Historiker
- Bertold Löffler (1874–1960), österreichischer Maler
- Bettina Löffler (* 1972), deutsche Medizinerin, Mikrobiologin und Hochschullehrerin

### C
- Charles Martin Loeffler (1861–1935), US-amerikanischer Musiker
- Christian Löffler (Jurist) (* 1963), deutscher Jurist und Richter am Bundesgerichtshof
- Christian Löffler (Handballspieler) (* 1978), deutscher Handballspieler
- Christian Löffler (Wasserspringer) (* 1978), deutscher Wasserspringer
- Christian Löffler (Musiker) (* 1985), deutscher Techno- und Electronica-Musiker
- Colja Löffler (* 1989), deutscher Handballspieler
- Cordula Löffler (* 1966), deutsche Erziehungswissenschaftlerin und Hochschullehrerin für Sprachwissenschaft, Spracherwerb und -didaktik
- Cullen Loeffler (* 1981), US-amerikanischer American-Football-Spieler

### D
- Dietmar Loeffler (* 1961), deutscher Pianist, Komponist, Regisseur und Autor
- Dietrich Löffler (1936–2021), deutscher Literaturwissenschaftler
- Dorothee Schraube-Löffler (* 1931), deutsche bildende Künstlerin und Textilkünstlerin

### E
- Eberhard Löffler (* 1937), deutscher Kommunalpolitiker (CDU)
- Edmund Löffler (1900–1998), deutscher Komponist
- Eduard von Löffler (1847–1923), österreichischer Generalmajor
- Elisabeth Řebíček-Löffler (1848–1922), deutsche Opernsängerin (Sopran)
- Emanuel Löffler (1901–1986), tschechoslowakischer Turner
- Emil von Loeffler (1853–1909), deutscher Generalleutnant
- Erich Löffler (1908–1945), deutscher Oberstleutnant
- Ernst Löffler (Harfenbauer) (1909–1976), österreichisch-tschechischer Harfenbauer
- Ernst Löffler (Geograph) (1939–2019), deutscher Geograph und Hochschullehrer
- Eugen Löffler (1883–1979), deutscher Pädagoge und Schulpolitiker
- Eugen Löffler (Architekt) (1921–1996), deutscher Architekt und Hochschullehrer
- Eugenie Lautensach-Löffler (1902–1987), deutsche Geographin und Heimatkundlerin

### F
- Falko Löffler (* 1974), deutscher Schriftsteller
- Felix Löffler (* 1971), deutscher Klarinettist und Hochschullehrer
- Frank Löffler (* 1980), deutscher Skispringer
- Franz Löffler (Maler) (1875–1955), deutscher Maler
- Franz Löffler (Anthroposoph) (1895–1956), deutscher Heilpädagoge
- Franz Löffler (Politiker) (* 1961), deutscher Politiker (CSU)
- Friederike Luise Löffler (1744–1805), deutsche Köchin und Kochbuchautorin
- Friedrich Loeffler (Mediziner, 1815) (Gottfried Friedrich Franz Loeffler; 1815–1874), deutscher Militärarzt
- Friedrich Löffler (Ingenieur) (1848–1907), Schweizer Ingenieur, Direktor der Tösstalbahn
- Friedrich Loeffler (Mediziner, 1852) (1852–1915), deutscher Mediziner, Hygieniker, Virologe und Bakteriologe
- Friedrich Loeffler (Mediziner, 1885) (1885–1967), deutscher Orthopäde und Hochschullehrer
- Friedrich Löffler (Verfahrenstechniker) (1933–1994), deutscher Verfahrenstechniker und Hochschullehrer
- Friedrich Simon Loeffler (1669–1748), deutscher Theologe, Erbe von Gottfried Wilhelm Leibniz
- Fritz Löffler (1899–1988), deutscher Kunsthistoriker und Literaturwissenschaftler

### G
- Georg Adam Löffler (1783–1843), Landtagsabgeordneter Großherzogtum Hessen
- Gerd Löffler (Politiker, 1927) (1927–2004), deutscher Politiker (SPD)
- Gerd Löffler (Politiker, 1939) (* 1939), deutscher Politiker (CDU) und Spion
- Gerhard Löffler (Radsportler) (* 1933), deutscher Radsportler
- Gerhard Löffler (Physiker) (* 1935), deutscher Physiker und Hochschullehrer für Physikdidaktik
- Gerhard Löffler (Kirchenmusiker) (* 1979), deutscher Kirchenmusiker
- Gerold Löffler (* 1967), Schweizer Bobfahrer
- Gottlieb Löffler (1868–1946), deutscher Maler
- Gottfried Löffler (1939–1985), deutscher Keramiker
- Günter Löffler (1921–2013), deutscher Lehrer, Übersetzer und Schriftsteller
- Günter Löffler (Geograph) (1951–2005), deutscher Geograph und Professor für Kulturgeographie
- Günter Löffler (Ingenieur) (* 1955), deutscher Ingenieur und Hochschullehrer
- Gunter Löffler (* vor 1969), deutscher Wirtschaftswissenschaftler und Hochschullehrer
- Gustav Tschech-Löffler (1912–1986), deutscher Bildhauer

### H
- Hans Löffler (Politiker) (1872–1955), deutscher Jurist, Politiker und Oberbürgermeister von Würzburg
- Hans Löffler (Mediziner) (1916–1997), Schweizer Immunologe, Mikrobiologe und Hochschullehrer
- Hans Löffler (Künstler) (* 1946), deutscher Schriftsteller, Grafiker und Landschaftsarchitekt
- Hans-Georg Löffler (General) (* 1937), deutscher General
- Hans Georg Löffler (Politiker) (* 1953), deutscher Politiker (CDU)
- Heather Loeffler, US-amerikanische Bühnenbildnerin
- Heinrich Löffler (Spitalmeister), deutscher Ordensgeistlicher und Spitalmeister
- Heinrich Löffler (Politiker, 1879) (1879–1949), deutscher Politiker (SPD), MdR
- Heinrich Löffler (Politiker, 1890) (1890–1966), deutscher Politiker (SPD), MdL Niedersachsen
- Heinrich Löffler (Politiker, III), deutscher Politiker (CDU), MdL Sachsen-Anhalt
- Heinrich Löffler (Germanist) (* 1938), deutscher Germanist und Linguist
- Heinz Löffler (Maler) (1913–2008), deutscher Maler und Graphiker
- Heinz Löffler (Limnologe) (1927–2006), österreichischer Limnologe und Hochschullehrer
- Helmut Löffler (Mediziner) (1929–2013), deutscher Hämatologe, Onkologe und Hochschullehrer
- Helmut Löffler (1934–2025), deutscher Ingenieur und Hochschullehrer
- Henner Löffler (* 1943), deutscher Schriftsteller
- Henriette Löffler (1780–1848), deutsche Kochbuchautorin
- Hermann Löffler (1908–1978), deutscher Historiker
- Horst Löffler (* 1942), deutscher Schwimmer

### I
- Ilse Jetti Löffler (1912–1941), deutsches NS-Opfer, siehe Liste der Stolpersteine in München
- Irma Löffler (* 1934), österreichische Volksschullehrerin, Schriftstellerin und Malerin, siehe Irma Volta-Löffler

### J
- Jakob Löffler (1583–1638), deutscher Rechtsgelehrter und Politiker
- Jan Löffler (* 1981), deutscher Politiker (CDU), MdL Sachsen
- Jaromír Löffler (* 1948), tschechischer Sänger, Komponist und Musikproduzent
- Jean Löffler (* 1950), belgisch-deutscher Musiker, siehe Ute & Jean
- Jenny Löffler (* 1989), deutsche Schauspielerin und Synchronsprecherin
- Joachim Löffler (1904–1979), deutscher Politiker (SPD), MdL Baden-Württemberg
- Johann Eckard Löffler († nach 1680), deutscher Kupferstecher und Radierer
- Johann Heinrich Löffler (Kupferstecher) (1615–1683), deutscher Kupferstecher
- Johann Heinrich Löffler (Komponist) (1833–1903), deutscher Komponist
- Johannes Löffler (1924–1997), deutscher Fußballspieler
- Johannes Löffler, bekannt als Joznez (* 1994), deutscher Hip-Hop- und Pop-Produzent
- Jörg Löffler (* 1967), deutscher Ökologe und Hochschullehrer
- Josef Löffler (1875–1955), österreichisch-tschechischer Harfenbauer
- Josias Friedrich Löffler (1752–1816), deutscher Pfarrer und Superintendent
- Juliane Löffler (* 1986), deutsche Autorin, Dramaturgin und Journalistin

### K
- Karl Löffler (Jurist) (1821–1874), deutscher Jurist und Autor
- Karl Löffler (Maler) (1823–1905), österreichischer Maler
- Karl Löffler (Politiker), deutscher Politiker, MdL Hohenzollernsche Lande
- Karl Löffler (Bibliothekar) (1875–1935), deutscher Bibliothekar und Handschriftenkundler
- Karl-Heinz Löffler (Fußballspieler) (1927–2016), deutscher Fußballspieler
- Karl-Heinz Löffler (Schriftsteller) (* 1948), deutscher Tontechniker, Schriftsteller und Lyriker
- Karoline Elke Löffler (* 1965), deutsche Illustratorin
- Kai Löffler (* 1972), deutscher Basketballspieler
- Katrin Löffler (* 1964), deutsche Germanistin und Historikerin
- Kay Löffler (* 1958), deutscher Schriftsteller
- Kelly Loeffler (* 1970), US-amerikanische Unternehmerin und Politikerin
- Kim Loeffler (* 1972), US-amerikanische Triathletin
- Klara Löffler (* 1958), Ethnologin und Hochschullehrerin
- Klaus Loeffler (1929–2010), deutscher Tierarzt und Hochschullehrer
- Klemens Löffler (1881–1933), deutscher Historiker und Bibliothekar
- Kurt Löffler (* 1932), deutscher Politiker (SED)

### L
- Leonhard Löffler (1906–1991), deutscher Chirurg
- Leopold Löffler (1827–1898), polnischer Maler
- Lilja Löffler (* 1981), deutsche Schauspielerin
- Lorenz G. Löffler (1930–2013), deutsch-schweizerischer Ethnologe
- Lothar Loeffler (Mediziner) (1901–1983), deutscher Anthropologe, Mediziner und Hochschullehrer
- Lothar Löffler (Musiker) (1918–1995), Schweizer Pianist, Komponist und Arrangeur
- Lothar Löffler (Politiker) (1929–2005), deutscher Politiker (SPD)
- Louis R. Loeffler (1897–1972), US-amerikanischer Filmeditor
- Luca Löffler (* 1998), deutscher Shorttracker
- Ludwig Löffler (Lithograf) (1819–1876), deutscher Lithograf
- Ludwig Loeffler (1866–1950), deutscher Verleger, siehe Schuster & Loeffler
- Ludwig Löffler (Politiker) († 1998), deutscher Gewerkschafter und Politiker (CSU)
- Ludwig Löffler (Tischtennisspieler) (1923–2005), deutscher Tischtennisspieler
- Ludwig Loeffler (Verwaltungsjurist) (1906–1989), deutscher Verwaltungsjurist und jüdischer Funktionär

### M
- Manfred Löffler (* 1930), deutscher Politiker (LDPD)
- Marcel Loeffler (* 1956), französischer Jazzmusiker
- Margot Klestil-Löffler (* 1954), österreichische Diplomatin
- Mario Löffler (* 1963), deutscher Politiker (NPD)
- Markus Löffler (Biometriker) (* 1954), deutscher Mediziner, medizinischer Informatiker und Biometriker
- Markus J. Löffler, Ingenieur und Professor i. R.
- Markus Löffler (* 1963), deutscher Filmemacher und Hochschullehrer, siehe Korpys/Löffler
- Markus Löffler (Schachspieler) (* 1969), deutscher Schachspieler
- Markus Löffler, deutscher Filmkomponist, siehe Movetwo
- Martin Löffler (Rechtsanwalt) (1905–1987), deutscher Rechtsanwalt und Presserechtler
- Martin Löffler (Politiker) (* 1968), deutscher Politiker (SPD)
- Martin Löffler-Mang (* 1961), deutscher Physiker und Hochschullehrer
- Mathilde Löffler (1852–1903), deutsche Schauspielerin und Opernsängerin (Sopran)
- Max Löffler (* 1988), deutscher Politiker (Grüne)
- Meinert Löffler (1872–1950), deutscher Politiker (SPD)
- Mito Loeffler (1961–2011), französischer Gitarrist

### N
- Nico Löffler (* 1997), österreichischer Fußballspieler
- Niklas Löffler (* 1990), deutscher Schauspieler

### O
- Otto Löffler (General) (1864–1945), sächsischer Generalleutnant und Schriftsteller
- Otto Löffler (Komponist) (1871–1949), deutscher Komponist

### P
- Paul Löffler (Heimatforscher) (1875–1955), deutscher Eisenbahnbeamter und Heimatforscher
- Paul Löffler (Architekt) (1886–1952), deutscher Architekt
- Paul Löffler (Widerstandskämpfer), deutscher Widerstandskämpfer
- Paul Löffler (Maler) (1920–1995), deutscher Maler und Grafiker
- Paul Rudolf Löffler, deutscher Schriftsteller
- Peter Löffler (um 1468–vor 1530), österreichischer Büchsengießer, siehe Löffler (Gießerfamilie)
- Peter Löffler (Regisseur) (1926–2015), Schweizer Theaterregisseur und Theaterleiter
- Peter Loeffler (Grafiker) (* 1941), deutscher Maler und Grafiker
- Petra Löffler (* 1968), deutsche Medienwissenschaftlerin und Hochschullehrerin

### R
- Reinhard Löffler (Fußballspieler) (* 1942), deutscher Fußballspieler
- Reinhard Löffler (Politiker) (* 1954), deutscher Politiker (CDU)
- Robert Löffler (Politiker) (1930–1989), österreichischer Politiker (ÖVP)
- Robert Löffler (Journalist) (1931–2016), österreichischer Journalist
- Rolf Löffler (Geistlicher) (1929–2013), deutscher evangelischer Geistlicher und Vorsteher der Neinstedter Anstalten
- Rolf Löffler (Musiker) (1929–2021), deutscher Kirchenmusiker, Komponist und Chorleiter
- Rudolf Löffler (Geistlicher) (1900–1976), deutscher evangelischer Geistlicher
- Rudolf Löffler (Ingenieur) (1923–2013), deutscher Vermessungsingenieur und Verbandsfunktionär

### S
- Samuel Ludwig Löffler (1769–1836), deutscher Beamter
- Sigrid Löffler (* 1942), österreichische Publizistin
- Simon Loeffler (1627–1674), deutscher Theologe
- Stefan Löffler (Schachspieler) (* 1968), deutscher Schachspieler
- Stefan Löffler (Radsportler) (* 1982), deutscher Radrennfahrer
- Stephan Löffler (1877–1929), deutscher Maschinenbauingenieur und Hochschullehrer

### T
- Thomas Löffler (* 1989), österreichischer Fußballspieler
- Till Löffler (* 1968), deutscher Komponist, Dirigent und Musiker
- Tobias Löffler (Buchhändler) (1725–1801), deutscher Buchhändler und Verleger
- Tobias Löffler (* 1967), deutscher Lichtdesigner
- Tom Loeffler (* 1946), US-amerikanischer Politiker

### U
- Ulrich Löffler (–2022), deutscher Pianist

### V
- Volker Löffler (* 1942), deutscher Leichtathlet

### W
- Walter Loeffler (Architekt) (Walter Löffler; 1898–1938), deutscher Architekt
- Walter Löffler (Politiker) (1900–1967), deutscher Politiker (SPD), Mitglied des Abgeordnetenhauses von Berlin
- Werner Löffler (1904–2001), deutscher Maler und Kunstpädagoge
- Wilhelm Löffler (Fechter) (1886–nach 1928), deutscher Fechter und Olympiateilnehmer
- Wilhelm Löffler (1887–1972), Schweizer Internist
- Willi Löffler (1915–2000), deutscher Komponist, Arrangeur, Verleger und Dirigent

- Winfried Löffler (Politiker) (1930–2022), deutscher Politiker, Oberbürgermeister von Rottenburg am Neckar 1979 bis 1995
- Winfried Löffler (Theologe) (* 1965), österreichischer Theologe und Philosoph
- Wolfgang Löffler (1923–1993), deutscher Mikrobiologe und Hochschullehrer

### Y
- Yorgui Loeffler (* 1979), französischer Jazzmusiker

## Belege
1. ↑  eingeschränkte Vorschau in der Google-Buchsuche
2. ↑  Alte Berufe. (PDF) In: provinz.bz.it. Abgerufen am 7. Januar 2018.